# Roma Open II 2021
Il Roma Open II 2021 è stato un torneo di tennis facente parte dell'ATP Challenger Tour del 2021. È stata la 20ª edizione del torneo e si è giocata dal 26 aprile al 2 maggio 2021 sui campi in terra rossa del Tennis Club Garden di Roma, in Italia. Aveva un montepremi di €44.820 e rientrava nella categoria Challenger 80. La settimana precedente si era tenuta sugli stessi campi la 19ª edizione del torneo.

## Partecipanti singolare

### Teste di serie
| Nazionalità          | Giocatore            | Ranking* | Testa di serie |
| -------------------- | -------------------- | -------- | -------------- |
| Bosnia ed Erzegovina | Damir Džumhur        | 116      | 1              |
| Bolivia              | Hugo Dellien         | 125      | 2              |
| Italia               | Federico Gaio        | 138      | 3              |
| Serbia               | Danilo Petrović      | 157      | 4              |
| Francia              | Hugo Gaston          | 158      | 5              |
| Italia               | Paolo Lorenzi        | 159      | 6              |
| Perù                 | Juan Pablo Varillas  | 160      | 7              |
| Italia               | Alessandro Giannessi | 165      | 8              |

- Ranking al 19 aprile 2021.

### Altri partecipanti
I seguenti giocatori hanno ricevuto una wild card:
- Flavio Cobolli
- Stefano Napolitano
- Giulio Zeppieri

Il seguente giocatore è entrato in tabellone come special exempt:
- Andrea Pellegrino

Il seguente giocatore è entrato in tabellone come ranking protetto:
- Thanasi Kokkinakis

Il seguente giocatore è entrato in tabellone come alternate:
- Andrea Collarini

I seguenti giocatori sono passati dalle qualificazioni:
- Tristan Lamasine
- Felipe Meligeni Alves
- Nino Serdarušić
- Igor Sijsling

## Punti e montepremi
| Torneo    | Torneo              | V     | F     | SF    | QF    | 2T  | 1T  | Q | Q2  | Q1  |
| Singolare | Punti               | 80    | 48    | 29    | 15    | 7   | 0   | 4 | 2   | 0   |
| Singolare | Premi in denaro (€) | 6 190 | 3 650 | 2 160 | 1 260 | 730 | 450 | – | 225 | 115 |
| Doppio    | Punti               | 80    | 48    | 29    | 15    | –   | 0   | – | –   | –   |
| Doppio    | Premi in denaro €   | 2 670 | 1 550 | 930   | 550   | –   | 310 | – | –   | –   |

## Vincitori

### Singolare
Juan Manuel Cerúndolo ha sconfitto in finale  Flavio Cobolli con il punteggio di 6-2, 3-6, 6-3.

### Doppio
Sadio Doumbia e  Fabien Reboul hanno sconfitto in finale  Guido Andreozzi /  Guillermo Durán con il punteggio di 7-5, 6-3.